# 마요트 축구 국가대표팀
마요트 축구 국가대표팀(프랑스어: Équipe de Mayotte de football)은 프랑스의 해외 레지옹인 마요트를 대표하는 축구 대표팀으로 마요트 축구 연맹에서 관리하고 있으며 현재 콩플렉스 드 카와니를 홈 구장으로 사용하고 있다.

## 개요
이 팀은 FIFA 및 아프리카 축구 연맹 회원국이 아니기 때문에 FIFA 월드컵과 아프리카 네이션스컵에는 대회에는 참가하지 않으며 인도양 경기 대회와 FIFA·CAF가 주관하지 않는 대회에만 참가한다. 인도양 경기 대회에는 4번 출전하여 은메달 1개(2015년), 동메달 2개(2007년, 2019년)를 획득했고 루트르메컵에는 3번 출전하여 이 중 2번의 대회(2010년, 2012년)에서 4위에 이름을 올렸다.